# Alex Hay
Alex Hay (eigentlich: Alex Galloway Hay; * 10. Mai 1933 in Edinburgh, Schottland; † 11. Juli 2011) war ein angesehener Fachbuch-Autor und Fachkommentator im Golfsport und war in den späten 1970er und frühen 1980er Jahren einer der führenden Golflehrer.

## Leben
Alex Hay, geboren 1933 in Edinburgh, arbeitete zunächst an der Scottish Stock Exchange, der schottischen Börse. Seine große Liebe galt aber von Anfang an dem Golfsport. Hay wechselte deshalb den Beruf und begann eine Ausbildung zum Schlägermacher bei der altehrwürdigen Firma Ben Sayers in North Berwick. Dann lernte er als Assistent beim strengen Golfpro Bill Shankland im Potters Bar Golf Club in London. Seine erste selbständige Trainerstelle bekam Hay beim East Herts Golf Club, wo er sich bald einen guten Ruf erwarb. Es folgten weitere Stationen und sein Ansehen wuchs beständig. Die führende Fachzeitschrift Golf Illustrated engagierte ihn als Berichterstatter und Alex Hay begeisterte die Golfwelt mit seinem unverwechselbaren und unterhaltsamen Stil, der ihn seit der The Open Championship Übertragung 1978 bei BBC-TV bis zu seinem Rückzug 2004 zu einer fixen und unverzichtbaren Größe werden ließ. Ein Jahr zuvor begann Hay seine Lehrtätigkeit beim neu gegründeten Woburn Golf and Country Club, heute eine der berühmtesten Golfanlagen Großbritanniens.

## Fachbücher
- The Mechanics of Golf
- The Young Golfers
- The Skills and Tactics of Golf
- The Golf Manual (Die deutsche Ausgabe Das Golf-Handbuch ist im Christian-Verlag erschienen)
- Training Manual (Koautor)